# Hendrik Prins
Hendrik Prins (Den Haag, 12 september 1881 - Auschwitz, 26 juni 1943) was een Nederlands-Duitse violist van Joodse afkomst. Hij was concertmeester in Praag, Altenburg, Straatsburg, Chemnitz en Hannover. Hij werd vermoord in het concentratiekamp Auschwitz op 26 juni of juli 1943.

## Biografie
Hendrik Prins was een student van Henri Willem Petri. In 1901 gebruikte hij de voornaam Henri, was gevestigd in Londen en speelde eerste viool in het Queens Hall orkest onder leiding van Henry Wood. 
Prins was solist bij een concert van het gemengde koor in Venlo op 10 januari 1902. De recensie in de plaatselijke krant was erg positief. Hij speelde onder meer de eerste twee delen van het eerste vioolconcert van Bruch en na een lang applaus speelde hij een van de composities van Gerhard Hamm die bij het concert aanwezig was. 
Hij was van 1904 tot 1909 concertmeester in Altenburg. Bij zijn afscheid van Altenburg speelde hij Bach´s dubbelconcert voor twee violen met zijn voormalige leraar Petri.  Prins verkreeg in 1909 de zilveren medaille met kroon voor Kunst en Wetenschappen uit handen van de hertog van Sachsen-Altenburg.
Prins speelde in 1909 op het Bayreuth Festival. Daarna was hij tien jaar (1909-1919) concertmeester van het stadstheaterorkest van Straatsburg onder leiding van Hans Erich Pfizner.    Hij moest Straatsburg verlaten toen de Elzas in 1919 weer Frans werd zoals bepaald in het verdrag van Versalles. Hij werd concertmeester van de opera van Chemnitz en in 1921 van het orkest van de opera van Hannover. In 1922 verkreeg hij het Duitse staatsburgerschap.  Hij werd vanaf 1924 uit het orkest van het Bayreuth festival verwijderd vanwege het antisemitisme van dirigent Karl Muck. In 1933 werd hij gedwongen met pensioen te gaan. Hij wilde Duitsland niet verlaten. In 1943 werd hij naar het kamp Auschwitz gedeporteerd, waar hij werd vermoord.